# Byzantorhopalum annulatus
Byzantorhopalum annulatus är en mångfotingart som beskrevs av Carl Graf Attems. Byzantorhopalum annulatus ingår i släktet Byzantorhopalum och familjen kejsardubbelfotingar. Inga underarter finns listade i Catalogue of Life.